# Hasse Berggren
Hasse Berggren (ur. 18 lutego 1973) – szwedzki piłkarz grający na pozycji napastnika. Występował w takich klubach jak: Norrsundets IF (1990, Hamrånge GIF (1990–1993), Gefle IF 1994–1997), Hammarby IF (1998–1999), FK Haugesund (2000–2001), IF Elfsborg (2002–2005), BK Häcken (2006–2007), zakończył karierę w 2011 w Gefle IF.